# Ильинщина
Ильинщина — деревня в Торошинской волости Псковского района Псковской области России.
Расположена в 15 км к северо-востоку от Пскова и в 8 км к западу от деревни Торошино.
Численность населения деревни по состоянию на 2000 год составляла 10 человек и ещё около 4 не прописанных людей без родителей.